# يو إف سي 8
يو إف سي 8: ديفيد ضد جالوت (بالإنجليزية: UFC 8: David vs. Goliath)‏ هو حدث لفنون القتال المختلطة نظمته يو إف سي، أُقيم في 16 فبراير 1996، على كوليسيو روبين رودريغيز في بايامون، بورتوريكو، الولايات المتحدة.